# Tuwati II.
Tuwati(s) II. war ein  Herrscher des späthethitischen Königreichs Tabal in der Zentraltürkei. Er herrschte in der Mitte des 8. Jahrhunderts v. Chr.
Tuwati nannte sich Großkönig in der Tradition des untergegangenen Großreichs der Hethiter. Sein Sohn und Nachfolger war Wasusarma, der den gleichen Titel trug. Tuwati wird in verschiedenen Inschriften in luwischen Hieroglyphen erwähnt:
- Stele Kululu 1
- Stele von Çiftlik
- Felsinschrift von Topada
- Stele von Kayseri

Keine der Inschriften ist von Tuwati selbst verfasst. Bei Topada ist sein Sohn Wasusarma der Verfasser, die anderen stammen jeweils von einem „Diener“ Tuwatis, also wohl einem hohen Würdenträger oder Herrscher eines Teilkönigreiches. Nach der Lage der Fundstellen können Vermutungen über die West-Ost-Ausdehnung der Nordgrenze von Tabal angestellt werden, das sicher südlich des antiken Halys (heute Kızılırmak) lag.